# Atarba (Ischnothrix) eluta eluta
Atarba (Ischnothrix) eluta eluta is een ondersoort van de tweevleugelige Atarba (Ischnothrix) eluta uit de familie steltmuggen (Limoniidae). De ondersoort komt voor in het Australaziatisch gebied.